# ザ・チェイス (1994年の映画)
『ザ・チェイス』（原題：The Chase）は、1994年のアメリカ映画。

## ストーリー
銀行強盗の無実の罪を着せられた男が、大富豪の娘を人質にとってしまい逃避行を繰り広げる。

## スタッフ
- 監督：アダム・リフキン
- 製作：ブラッド・ワイマン、カシアン・エルウィズ
- 製作総指揮：エデュアール・サルリュイ、チャーリー・シーン
- 脚本：アダム・リフキン
- 撮影：アラン・ジョーンズ
- 音楽：リチャード・ギブス
- 編集：ピーター・シンク
- 美術：シャーマン・ウィリアムス

## キャスト
| 役名                           | 俳優                       | 日本語吹替 | 日本語吹替   |
| 役名                           | 俳優                       | VHS版      | テレビ朝日版 |
| ------------------------------ | -------------------------- | ---------- | ------------ |
| ジャック・ハモンド             | チャーリー・シーン         | 関俊彦     | 堀内賢雄     |
| ナタリー・ヴォス               | クリスティ・スワンソン     | 玉川砂記子 | 雨蘭咲木子   |
| ドブス巡査                     | ヘンリー・ロリンズ         | 戸谷公次   | 江原正士     |
| フィグス巡査                   | ジョシュ・モステル         | 島香裕     | 緒方賢一     |
| ボイル部長                     | ウェイン・グレイス         | 上田敏也   | 阪脩         |
| ダルトン・ヴォス               | レイ・ワイズ               | 大山高男   | 千田光男     |
| イヴォンヌ・ヴォス             | クローディア・クリスチャン |            | 磯辺万沙子   |
| アリ・ジョセフソン             | マーシャル・ベル           |            | 銀河万丈     |
| バイロン・ワイルダー           | ロッキー・キャロル         | 福田信昭   | 稲葉実       |
| リアム・シーガル               | マイルズ・ドゥーガル       | 荒川太朗   | 荒川太朗     |
| スティーヴ・ホースグルーヴィー | ケイリー・エルウィス       |            | 田原アルノ   |

- テレビ朝日版：初回放送1996年3月31日『日曜洋画劇場』

演出：水本完、翻訳：日笠千晶、調整：兼子芳博、効果：南部満治、制作：ザック・プロモーション